# Mironovella
Mironovella es un género de foraminífero bentónico de la subfamilia Epistomininae, de la familia Epistominidae, de la superfamilia Ceratobuliminoidea, del suborden Robertinina y del orden Robertinida. Su especie tipo es Mironovella mjatliukae. Su rango cronoestratigráfico abarca desde el Kimmeridgiense (Jurásico superior) hasta el Hauteriviense (Cretácico inferior).

## Clasificación
Mironovella incluye a las siguientes especies:
- Mironovella barbara †
- Mironovella mjatliukae †
- Mironovella strigosa †